# Warriors Football Club
Maillots
Actualités
Dernière mise à jour : 6 avril 2010.
Le Warriors Football Club (en chinois : 勇士足球會, et en tamoul : வாரியர்ஸ் கால்பந்து கிளப்), plus couramment abrégé en Warriors FC, est un club singapourien de football fondé en 1975 et basé à Singapour.

## Histoire

### Repères historiques
- 1975 : fondation du club sous le nom de Singapore Armed Forces Sports Association
- 1996 : le club est renommé Singapore Armed Forces Football Club
- 2013 : le club est renommé Warriors FC

## Palmarès
| \| - Championnat de Singapour (12) : - Champion : 1978[2], 1981[2], 1986[2], 1997, 1998, 2000, 2002, 2006, 2007, 2008, 2009 et 2014. - Coupe de Singapour (7) : - Vainqueur : 1978[2], 1981[2], 1986[2], 1997, 1999, 2007 et 2008. - Finaliste : 1983, 1996, 1998 et 2000. \| \| - Coupe de la Ligue de Singapour : - Finaliste : 2009. - Supercoupe de Singapour (en) (3) : - Vainqueur : 2008, 2010 et 2015 - Finaliste : 2013 \| |  | |
| - Championnat de Singapour (12) : - Champion : 1978, 1981, 1986, 1997, 1998, 2000, 2002, 2006, 2007, 2008, 2009 et 2014. - Coupe de Singapour (7) : - Vainqueur : 1978, 1981, 1986, 1997, 1999, 2007 et 2008. - Finaliste : 1983, 1996, 1998 et 2000. |  | - Coupe de la Ligue de Singapour : - Finaliste : 2009. - Supercoupe de Singapour (en) (3) : - Vainqueur : 2008, 2010 et 2015 - Finaliste : 2013 |

## Personnalités du club

### Présidents
- Lam Shiu Tong
- Philip Lam Tin Sing

### Entraîneurs
| - Hussein Aljunied (1981 - 1986) - Vincent Subramaniam (1996 - 1998) - Mladen Pralija (1999) - Fandi Ahmad (2000 - 2003) - Jimmy Shoulder (2004) - Kim Poulsen (1er juillet 2005 - 30 juin 2006) - Richard Bok (9 mai 2006 - 31 décembre 2012) | - V. Selvaraj (1er janvier 2013 - 12 juin 2013) - Alex Weaver (12 juin 2013 - 24 octobre 2015) - Karim Bencherifa (24 octobre 2015 - 31 décembre 2015) - Jörg Steinebrunner (1er janvier 2016 - 12 mai 2016) - Razif Onn (13 mai 2016 - 1er janvier 2018) - Mirko Grabovac (4 janvier 2018 - 1er novembre 2018) - Azlan Alipah (1er janvier 2019 - ) |

### Anciens joueurs
- "Zico" Senamuang
- Taisuke Akiyoshi
- Kenji Arai
- Masahiro Fukasawa
- Norikazu Murakami
- Fandi Ahmad
- Rafi Ali
- Richard Bok
- Aleksandar Đurić
- Rezal Hassan
- Ahmad Latiff Khamaruddin
- Tan Kim Leng
- Nazri Nasir
- V. Selvaraj
- John Wilkinson
- Daniel Bennett
- Park Tae-Won
- Therdsak Chaiman
- Nenad Baćina
- Velimir Crljen
- Jure Ereš
- Mirko Grabovac
- Goran Gubrušić
- Ivan Lovrić
- Davor Mioč
- Ivica Raguž
- André Gumprecht
- Niklas Sandberg
- Greg Nwokolo
- Federico Martínez

## Galerie

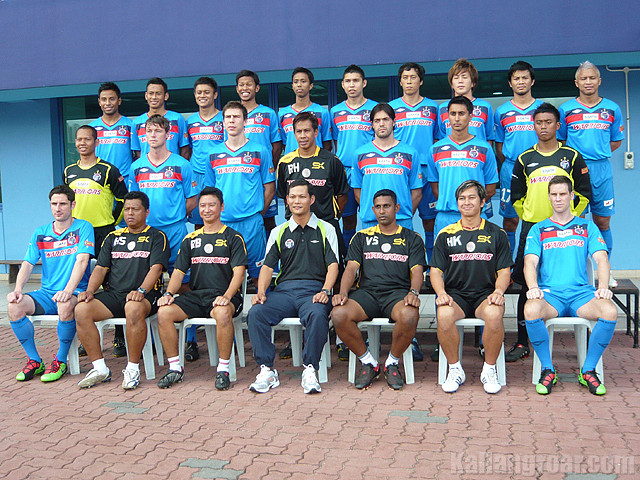
Équipe en 2010
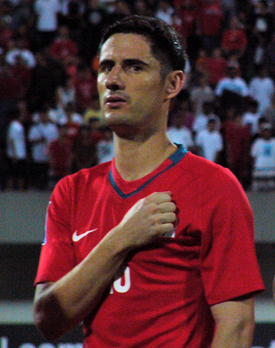
Daniel Bennett au Singapour
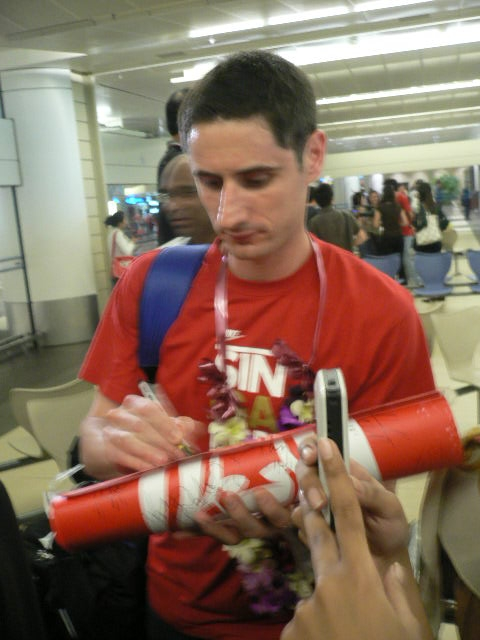
Daniel Bannett